# Lettisch-Literärische Gesellschaft
Die Lettisch-Literärische Gesellschaft (lettisch Latviešu literāriskā biedrība) war eine 1824 von Deutsch-Balten gegründete Gesellschaft zur Erforschung der Sprache, Volkslieder und Kultur der Letten. Die Gesellschaft hatte ihren Sitz in Riga und Mitau.
Gründer und Mitglieder der auch als „Gesellschaft der Lettenfreunde“ (lettisch Latviešu draugu biedrība) bezeichneten Gelehrtengesellschaft waren vorwiegend deutschbaltische Gelehrte, meist Pastoren aus Kurland und dem südlichen Livland. Später gehörten dazu auch Pastoren, Literaten und andere gebildete Leute lettischer Nationalität.

## Zweck
Laut Statuten war es das Ziel „die lettische Sprache allgemein auszubilden und ihre vorzüglichen Eigenthümlichkeiten zu erforschen“.
August Bielenstein über den Zweck der Gesellschaft:

„Wir erfuhren damals den öffentlichen Vorwurf, daß wir (die Lettisch-literärische Gesellschaft) das lettische Volk und seine Sprache nur als ein Forschungsobjekt ansähen und das Resultat unserer Forschungen der internationalen Wissenschaft darböten, aber nicht des lettischen Volks Kenntnisse, Bildung und geistiges Wohlergehen förderten. .. Ich muß es ja anerkennen, daß meine Person besonders für die internationale Wissenschaft hat arbeiten wollen, aber ich bin mit ganzer Energie zugleich dafür eingetreten, daß unsre Gesellschaft in dem Namen der Lettenfreunde (Latviešu draugi) mehr als einen bloß leeren Titel führe.“

## Veröffentlichungen
Die Gesellschaft gab das kurländische Magazin  heraus.

## Personen

### Präsidenten
- 1824–1838: Gustav Reinhold von Klot (1780–1855), Geistlicher
- 1838–1845: Jacob Florentin Lundberg (1782–1858), Geistlicher
- 1845–1851: Johann Theodor Berent (1789–1866), Geistlicher
- 1851–1854: Karl Friedrich Jacob Hugenberger (1784–1860), Geistlicher
- 1854–1864: Rudolf Schulz (1807–1866), Geistlicher
- 1864–1895: August Johann Gottfried Bielenstein (1826–1907), Geistlicher
- 1895–1903: Johannes Sakranowicz (1836–1908), Geistlicher
- 1903–1919: Theodor Döbner (1835–1919), Geistlicher
- 1925–1940: Jānis Zēvers (1868–1940), Pädagoge

### Ehrenmitglieder
- August Johann Gottfried Bielenstein (1826–1907), Pastor zu Doblen, Ehrenpräsident ab 1895
- Robert Auning (1834–1914), Pastor zu Seßwegen[3]
- Krišjānis Barons (Christian Baron) (1835–1923), Oberlehrer emer. zu Riga
- Adalbert Bezzenberger (1851–1922), Professor in Königsberg
- August Wilhelm Buchholtz (1803–1875), Sammler und Pädagoge
- Theodor Döbner (1835–1919), Pastor zu Kalzenau
- Richard Hausmann (1842–1918), Professor emer. in Jurjew (Dorpat)
- Ludwig Heerwagen (1817–1899), Pastor emer. in Riga
- Alfons von Heyking (1829–1900), Landesbevollmächtigter von Kurland a. D.
- Friedrich Hollmann (1833–1900), General-Superintendent von Livland
- Graf Hugo Keyserling (1833–1903), Landesbevollmächtigter von Kurland
- Garlieb Helwig Merkel (1769–1850), Schriftsteller und Publizist
- Friedrich von Meyendorff (1839–1911), Livländischer Landmarschall in Riga
- Otto Panck (1833–1914), General-Superintendent von Kurland
- Carl von der Recke (1817–1902), Gutsbesitzer zu Waldeck bei Mitau
- Gräfin Praskowja Uwarowa (1840–1924), Präsidentin der Moskauer archäologischen Gesellschaft

### Ordentliche Mitglieder
- Matīss Ārons (Matthies Aron, 1858–1939), Journalist in Riga
- Ludis Bērziņš (Ludwig Behrsin, 1870–1965), Oberlehrer in Kiew
- Alexander Bernewitz, Propst des Sprengels Kandau, evangelischer Märtyrer
- Alexander H. Bernewitz, Kurländischer Generalsuperintendent 1908 bis 1918 und später erster Bischof der evangelisch-lutherischen Landeskirche in Braunschweig. Kurländischer Direktor der Gesellschaft von 1895 bis 1901.[4]
- Hans Bielenstein, Pastor in Ringen, später in Rahden, evangelischer Märtyrer
- Gustav Brasche (1802–1883), evangelischer Pastor, Lexikograph
- Gustav Cleemann, Pastor in Riga, evangelischer Bekenner
- Jānis Endzelīns, Oberlehrer in Dorpat
- Paul Fromhold-Treu, Pastor in Riga, evangelischer Märtyrer
- Wilhelm Gilbert, Pastor in Siuxt, evangelischer Märtyrer, ab 1911 kurländischer Direktor der Gesellschaft
- Erwin Gross, Pastor in Roop, evangelischer Bekenner, livländischer Direktor der Gesellschaft
- Matīss Kaudzīte, Lehrer in Alt-Pebalg
- Jēkabs Lautenbahs (Jacob Lautenbach, 1847–1928), Privatdozent der Vergleichenden Sprachkunde an der Universität Dorpat
- Xaver Marnitz, Pastor in Uexküll-Kirchholm, später Propst, evangelischer Märtyrer
- Kārlis Mīlenbahs, Oberlehrer in Riga
- Arnold von Rutkowski, Pastor in Hofzumberg, evangelischer Märtyrer
- Eberhard Savary, Pastor in Ascheraden, evangelischer Märtyrer
- Eugen Scheuermann, Pastor in Riga-Thorensberg, evangelischer Märtyrer
- Karl Schilling, Pastor in Nitau, evangelischer Märtyrer
- Karl Schlau, Propst des Sprengels Wolmar, evangelischer Märtyrer
- Christoph Strautmann, Pastor in Bauske, evangelischer Märtyrer, 1904 bis 1911 kurländischer Direktor der Gesellschaft
- Jānis Čakste, Rechtsanwalt in Mitau, erster Präsident der unabhängigen Republik Lettland
- Ludwig Zimmermann, Propst des Rigaer Landsprengels, evangelischer Märtyrer